# Positionierung (Architektur)
Als Positionierung bezeichnet man in der Architektur die Platzierung eines Bauwerkes in der Landschaft beziehungsweise auf der zur Verfügung stehenden Fläche (Grundstück). Die Positionierung eines Gebäudes entscheidet wesentlich über das Erscheinungsbild des Bauwerks, den Grad der Privatsphäre gegenüber dem öffentlichen Raum, die Erschließung, das Verhältnis von Außenraum und Innenraum und mögliche solare Wärmegewinne. 
Liegt das Grundstück im Bereich eines Bebauungsplanes, so gibt dieser unter Umständen gewisse Vorgaben für die Positionierung, wie zum Beispiel Baulinien, Baugrenzen und Abstandsflächen.